# Cat’s Eyes (Fernsehserie)
Cat’s Eyes ist eine französische Fernsehserie, die 2024 auf TF1 ausgestrahlt wurde. Die Serie basiert auf den Manga Cat’s Eye von Tsukasa Hōjō und verlegt dessen Handlung von Tokio ins zeitgenössische Paris.

## Inhalt
2023: Nach Jahren der Trennung treffen sich die Schwestern Alexia, Tamara und Sylia Chamade - deren Vater zwölf Jahre zuvor bei einem Brand seiner Galerie ums Leben kam - in Paris wieder. Die drei sind überzeugt, dass der tödliche Brand kein Unfall war und wollen den Mörder finden. Als ein Kunstwerk ihres verstorbenen Vaters bei einer Ausstellung im Eiffelturm auftaucht, beschließen sie, es zu stehlen, um Hinweise zu erhalten. Dabei geraten sie ins Visier von Quentin Chapuis, dem Hauptmann der Brigade de Répression du Banditisme (BRB), der nicht ahnt, dass seine große Liebe Tamara zu den Diebinnen gehört.

## Synchronisation
Die deutschsprachige Synchronisation übernahm die Splendid Synchron. Die Dialogregie führte Roland Hüve, der auch das Dialogbuch schrieb.
| Rolle               | Darsteller              | Synchronsprecher      |
| ------------------- | ----------------------- | --------------------- |
| Tamara              | Camille Lou             | Katrin Heß            |
| Sylia               | Constance Labbé         | Corinna Dorenkamp     |
| Alexia              | Claire Romain           | Ann-Kathrin Hinz      |
| Quentin Chapuis     | Mohammed Belkhir        | Markus J. Bachmann    |
| Prudence            | Élodie Fontan           | Milena Karas          |
| Gwen Assaya         | Cindy Bruna             | Christina Ann Zalamea |
| Hélène Durrieux     | Carole Bouquet          | Frauke Poolman        |
| Abel Azoury         | Simon Ehrlacher         | Arne Obermeyer        |
| Théo Iribarren      | Léon Plazol             | Lars Walther          |
| Armand Chassagne    | Gilbert Melki           | Boris Jacoby          |
| Commissaire Bruneau | Juliette Plumecocq-Mech | Michaela Kametz       |
| Dalembert           | Guillaume de Tonquédec  | Robert Levin          |
| Lili                | Loryn Nounay            | Regine Lange          |
| Michaël Heinz       | Grégory Fitoussi        | Daniel Drewes         |

## Produktion und Veröffentlichung
Die Serie wurde von Michel Catz entwickelt und von Big Band Story in Zusammenarbeit mit TF1, Prime Video und ZDF produziert. Regie führte Alexandre Laurent. Die Produzenten waren Benjamin Dupont Jubien und Mehdi Sabbar. In der Hauptrolle spielen Camille Lou, Constance Labbé, Claire Romain, MB14, Élodie Fontan,  Cindy Bruna und Simon Ehrlacher.
Die Serie wurde erstmals am 6. November 2024 in Belgien auf RTL tvi, am 8. November auf RTS Un und am 11. November 2024 auf TF1 ausgestrahlt. Die Erstveröffentlichung mit deutscher Synchronisation war am 18. Juli 2025 zum Streamen in der ZDF-Mediathek, gefolgt von der Ausstrahlung als Doppelfolgen sonntags ab 27. Juli 2025 auf ZDFneo.
Die Dreharbeiten zur zweiten Staffel begannen im Mai 2025.

## Episodenliste
| Nr. (ges.) | Nr. (St.) | Deutscher Titel | Originaltitel | Erstausstrahlung Frankreich | Deutschsprachige Erstveröffentlichung (D/A/CH) |
| ---------- | --------- | --------------- | ------------- | --------------------------- | ---------------------------------------------- |
| 1          | 1         | Tamara          | Tamara        | 11. Nov. 2024               | 18. Juli 2025                                  |
| 2          | 2         | Sylia           | Sylia         | 11. Nov. 2024               | 18. Juli 2025                                  |
| 3          | 3         | Alexia          | Alexia        | 18. Nov. 2024               | 18. Juli 2025                                  |
| 4          | 4         | Quentin         | Quentin       | 18. Nov. 2024               | 18. Juli 2025                                  |
| 5          | 5         | Gwen            | Gwen          | 25. Nov. 2024               | 18. Juli 2025                                  |
| 6          | 6         | Prudence        | Prudence      | 25. Nov. 2024               | 18. Juli 2025                                  |
| 7          | 7         | Durrieux        | Durrieux      | 2. Dez. 2024                | 18. Juli 2025                                  |
| 8          | 8         | Heinz           | Heinz         | 9. Dez. 2024                | 18. Juli 2025                                  |

## Rezeption
Die Missionen des Trios erinnerte an die ebenfalls französische Netflix-Serie Lupin, so die taz, aber Cat’s Eyes komme etwas leichter und mit mehr Action daher: „Man hat Spaß mit den Schwestern und bangt: Das hätte auch gründlich schiefgehen können.“ Die Verlegung des Schauplatzes nach Paris erlaube die Inszenierung von Actionszenen an ikonischen Schauplätzen wie dem Eiffelturm, unterlegt mit Musik aus den 1980er Jahren, der Zeit, in der die Manga-Vorlage entstand.